# Sergio Manente
Sergio Manente (né le 10 décembre 1924 à Udine en Frioul-Vénétie Julienne et mort le 14 mars 1993 dans la même ville) était un joueur et entraîneur de football italien, qui jouait au poste de défenseur.

## Palmarès
Juventus
- Championnat d'Italie (2) :
  - Champion : 1949-50 et 1951-52.
  - Vice-champion : 1952-53 et 1953-54.